# Lac des Nuages
Le lac des Nuages (en anglais : Lake of the Clouds) est un lac situé dans le comté d'Ontonagon, dans la péninsule supérieure de l'État américain du Michigan, dans le parc d'État des monts Porc-Épic. Le lac est situé dans une vallée entre deux crêtes dans les monts Porc-Épic. Entouré d'une nature vierge, le lac est une destination prisée des randonneurs, des campeurs et des pêcheurs. 

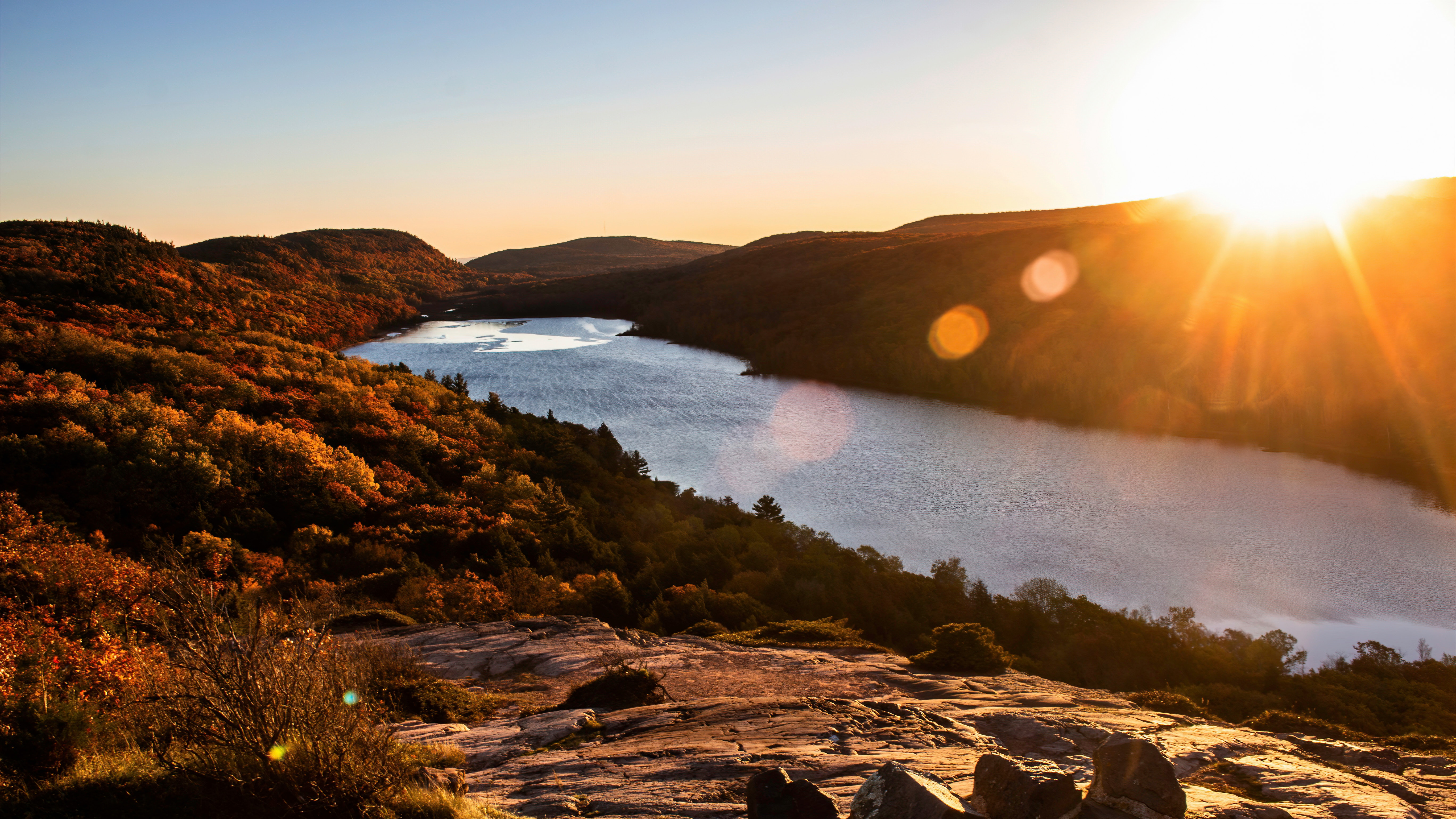
le lac vu du Lake of the Clouds Overlook.

Le lac est une caractéristique importante du parc, et peut être vu au Lake of the Clouds Overlook, au terminus ouest de l'ancienne route du Michigan, la M-107. Le parc d'État accueille de temps en temps une observation nocturne du ciel au bord du lac. Le lac est alimenté à partir de l'extrémité est par le bras de la rivière Carp et le flux sortant de l'extrémité ouest est la rivière Carp, qui se jette dans le lac Supérieur à la frontière entre Ontonagon et le comté de Gogebic. 

## Voir également
- Liste des lacs des États-Unis